# Épître de Jude
L'Épître de Jude est un livre du Nouveau Testament. Elle est envoyée par « Jude serviteur de Jésus-Christ et frère de Jacques » (Jd 1,1), autrement dit Jude l'un des frères du Seigneur cités en Mc 6,3.

## Auteur

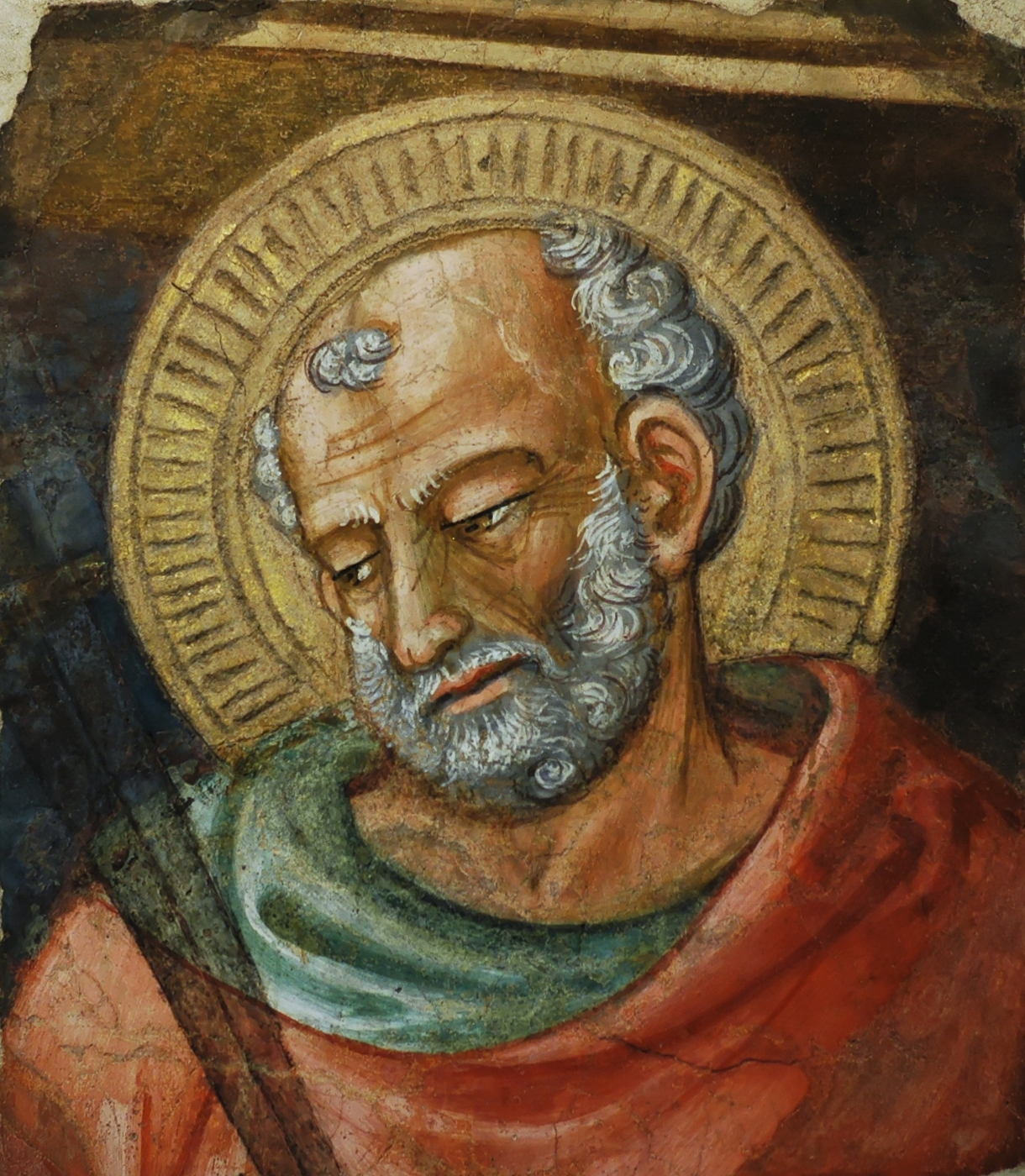
Saint Jude Thaddée (vers 1440). Fragment d'une fresque enlevée de la nef du Dôme de Florence durant la restauration du XVIIe siècle.

Son auteur est parfois identifié à Jude Thaddée, l'apôtre, cependant il ne se présente pas comme un apôtre au verset 1,1 et évoque leur enseignement à la troisième personne au verset 17.

## Datation
Si les datations proposées par la recherche oscillent dans une fourchette assez large comprise entre 54 et 180, il semble vraisemblable, selon Jacques Schlosser, de la circonscrire entre 80 et 100. Selon la Traduction œcuménique de la Bible (TOB), « on peut envisager comme date les années 80-90 ».

## Résumé
C'est une lettre adressée à certains saints qui faiblissaient dans la foi. Ils étaient affaiblis par ceux d'entre eux qui professaient être chrétiens mais pratiquaient un culte païen immoral et prétendaient être exemptés de l'obéissance à la loi morale. Jude voulait sensibiliser les saints au danger spirituel dans lequel ils se trouvaient et les encourager à rester fidèles.
Parmi les passages notables, d'un caractère apocalyptique, il y a le verset 6, qui évoque la chute des anges, et les versets 14 et 15, qui citent 1 Hénoch 60:8 et 1:9 (qui est basé lui-même sur la bénédiction de Moïse dans le Deutéronome 33:2.),
- Jude 14-15 « Hénoch le septième depuis Adam » a prophétisé « Voici, le Seigneur est venu avec ses saintes myriades, pour exercer un jugement contre tous... »
- 1 Hénoch 60:8 « Hénoch le septième depuis Adam »
- 1 Hénoch 1:9 « Voici, le Seigneur est venu avec ses saintes myriades, pour exercer un jugement contre tous... »
- Deutéronome 33:2 « Voici, le Seigneur est venu de Sinaï... il est sorti des myriades de saints »

Voici le témoignage de Saint Jérôme concernant son admission dans le canon :
« Jude, frère de Jacques, a laissé une brève épître, qui est du nombre des sept épîtres catholiques ; elle est rejetée par plusieurs du fait qu'elle invoque le témoignage du livre d'Hénoch, un apocryphe ; cependant, par son ancienneté et l'usage qui en a été fait, elle n'a pas manqué d'autorité et elle prend place au rang des Saintes Écritures. »
Richard Bauckham affirme que l'auteur de Jude considérait le livre d'Hénoch simplement comme authentique. Neyrey cependant laisse ouverte la possibilité que l'auteur de Jude l'ait utilisé rhétoriquement, en toute connaissance de cause. La grammaire de la citation est inhabituelle ; au lieu de « Hénoch a prophétisé au sujet de ces hommes » (génitif), le texte grec contient « Hénoch a prophétisé à ces hommes » (datif).